# Federico Pereira
Andrés Federico Pereira Castelnoble (Montevideo, 24 febbraio 2000) è un calciatore uruguaiano, difensore del Toluca.

## Biografia
È fratello maggiore di Agustín Pereira, a sua volta calciatore professionista.

## Caratteristiche tecniche
È un difensore centrale.

## Carriera

### Liverpool FC
Cresciuto nel settore giovanile del Liverpool (M), ha esordito in prima squadra il 4 maggio 2019 disputando l'incontro di campionato vinto 4-0 contro il Boston River.

### Toluca
Il primo gennaio 2024 viene acquistato a titolo definitivo dal Toluca per 6,33 milioni di euro.

## Palmarès

### Club

#### Competizioni nazionali
- Campionato uruguaiano: 1

Liverpool Montevideo: Intermedio 2019
- Supercoppa uruguaiana: 1

Liverpool Montevideo: 2020
- Campionato messicano: 1

Toluca: 2024-2025 (Clausura)